# Fútbol Club Barcelona (hockey hierba)
El Fútbol Club Barcelona de hockey hierba es una sección deportiva del Fútbol Club Barcelona, de Barcelona, Cataluña (España). Tiene un equipo masculino en la División de Honor A y un equipo femenino en la División de Honor A, junto con equipos en todas las categorías formativas.

## Historia
La actual sección fue creada en 1923, pero sus orígenes son anteriores. La primera sección de hockey hierba del club se constituyó el 22 de octubre de 1913, bajo el impulso de Udo Steinberg. El alemán, junto a Alimundo y Strathmann, enseñaron este deportes a otros socios del club, entre ellos varios exfutbolistas azulgrana como Hans Gamper, Joaquín Peris, los hermanos Witty o los hermanos Alcántara, que entre otros formaron el primer equipo de hockey del club.
En 1923, con la desaparición del equipo de hockey del Pompeya, uno de los principales clubes del país, sus jugadores buscaron acomodo en FC Barcelona. Bajo el impulso del atleta Luis Menéndez y del directivo Pedro Cusell, con Hans Gamper en la presidencia de club, la nueva sección de hockey hierba se constituyó el 6 de noviembre de 1923. El 20 de noviembre disputó su primer partido, contra el RCD Espanyol en el Campo de la calle Industria —antiguo terreno del equipo de fútbol— que terminó 1-1.
En su primera participación en el Campeonato de Cataluña, la temporada 1923-24, los azulgrana finalizaron subcampeones por detrás del Real Club de Polo y por delante de equipos con larga tradición como el Terrassa o el propio Espanyol. Posteriormente, varios jugadores regresaron al Pompeya y el Barcelona tuvo muy poca actividad hasta 1927. A partir de ese año el club pasó a competir regularmente en el Campeonato de Cataluña. La temporada 1930/31 logró sus primeros grandes éxitos, al proclamarse campeón de Cataluña, por primera vez, y subcampeón de España.
Desavenencias entre jugadores y directiva provocaron la marcha de gran parte del equipo al término de la temporada 1934/35. La sección quedó inactiva, parálisis que se vio prolongada con la guerra civil española. Fue reconstituida en 1940, iniciando su época dorada. La temporada 1941/42 logró su primer Campeonato de España, Copa del Generalísimo, principal título nacional antes de la creación de la liga. En la final los barcelonistas se impusieron por 2-0 al Terrassa. Presentaron un equipo formado por Barguñó, Ricardo Cabot, Puig, Joaquín Cabot, Mussons, Coll, Pratmarsó, Romagosa, Pomés, Manuel Agustí y Caralt.
La temporada 1943/44 logró su segundo Campeonato de España, superando en la final al Atlético Aviación por 1-0. La campaña 1946/47 el Barcelona sumó su tercera Copa del Generalísimo. A partir de los años 1950, con la renovación de jugadores, los barcelonistas se mantuvieron en primera línea, pero sin conseguir títulos. A partir de los años 1960 la sección entró en declive y se abandonó el campo de césped de Montjuïc para jugar en un terreno de tierra junto al Camp Nou. Con la creación de la División de Honor el club estuvo presente entre los clubes de la élite, pero siempre un escalón por debajo de los clubes de Terrassa o el Polo.
En el año 2018, el conjunto masculino logró la medalla de bronce en la Copa del Rey, derrotando al Atlètic Terrassa Hockey Club, en las instalaciones de Beteró (Valencia).
En la temporada 2020/21, el primer equipo femenino consiguió, por primera vez en la historia de la sección, el ascenso a División de Honor en la última jornada, ganando por la mínima (1-0) al Línea 22.
El año 2022, el primer equipo masculino logró alzarse con la Supercopa Múnich, un torneo de nueva creación disputado entre los cuatro primeros equipos catalanes del momento en la División de Honor.

## Estadio

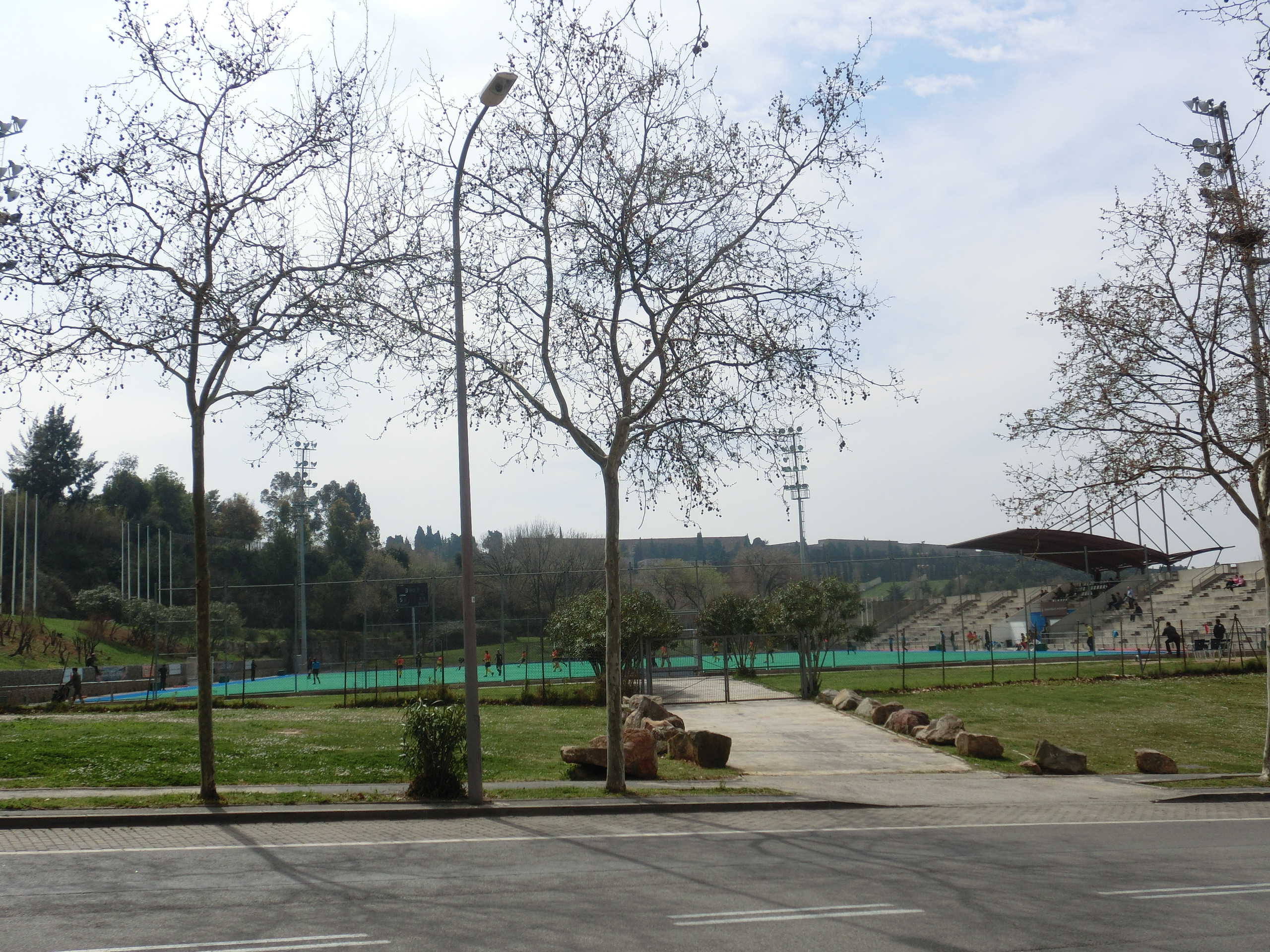
Complejo Deportivo Pau Negre.

Los equipos masculinos y femeninos del FC Barcelona juegan sus partidos en el Estadio Pau Negre, recinto de propiedad municipal ubicado en el Anillo Olímpico de Montjuïc. Con anterior el club peregrinó por múltiples campos de juego.

### Estadios anteriores
Antes de la guerra civil española la sección de hockey del FC Barcelona jugaba en el Parque de Deportes Sol de Baix, ubicado entre la Travessera de Les Corts, la Avenida de Madrid, la calle Joan Güell y la Gran Vía de Carlos III, cerca del antiguo Campo de Les Corts. Tras la guerra jugó en el Campo de la Pirelli, en la Avenida Diagonal, y en el Campo de la Bordeta, que había sido propiedad del CADCI. Luego jugó en un campo de césped, donde entrenaba el equipo de fútbol, junto a la Casa de Maternidad, donde después se levantó el Camp Nou. Posteriormente, jugó en Sant Feliu de Llobregat y en unos terrenos de la fábrica OSSA. 
En 1957 pasó a jugar en el recién inaugurado campo de césped del Cincuentenario, en Montjuïc. La temporada 1960/61 el club decidió que el equipo de hockey jugase en una flamante zona deportiva junto al Camp Nou, en un terreno de tierra donde después se construyó Mini Estadi. En 1980 regresó al Cincuentenario, transformado en Estadio Pau Negre, de césped artificial. Las obras de construcción de las instalaciones de los Juegos Olímpicos de Barcelona 1992 supusieron el derribo y reconstrucción del Estadio Pau Negre, lo que obligó al FC Barcelona a jugar en Terrasa entre 1986 y 1989. La temporada 2002/03, nuevamente a causa de unas obras —con motivo del Campeonato Europeo de Hockey sobre Hierba de 2003—, el club azulgrana tuvo que abandonar temporalmente el Pau Negre para jugar en el Real Club de Polo y en el Campo Federativo de Tarrasa.

## Palmarés
- 3 Copas de España  1941-42, 1943-44, 1946-47
- 2 Campeonato de Cataluña 1931, 2007
- 1 Torneo Internacional de Hockey de Reyes 1951